# Teramo
Teramoⓘ ([ˈtɛramo], pol. uproszczona: teramo) – miasto i gmina we Włoszech, w regionie Abruzja, w prowincji Teramo.
Według danych na rok 2004 gminę zamieszkiwało 52 800 osób.
Co roku w Teramo, zawsze w dniach 4–10 lipca, odbywa się międzynarodowy turniej piłki ręcznej pod nazwą Interamnia World Cup.

## Miasta partnerskie
- Berane, Czarnogóra
- Gorzów Wielkopolski, Polska
- Memmingen, Niemcy
- Praga, Czechy
- Ribeirão Preto, Brazylia
- Riszon le-Cijjon, Izrael

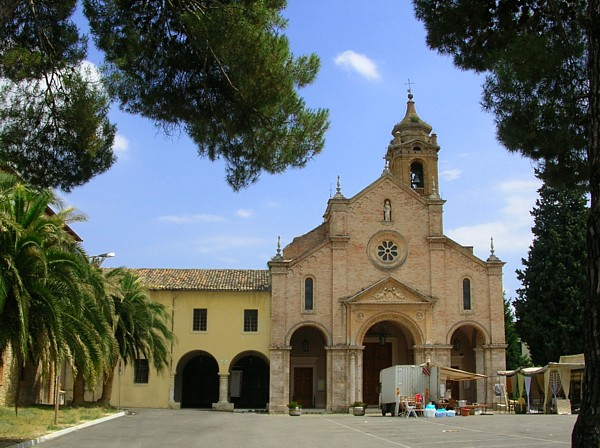
Sanktuarium Madonna delle Grazie

- Strowolos, Cypr